# Vallée de Jiuzhaigou
Pour les articles homonymes, voir Jiuzhaigou.
La réserve naturelle de la vallée de Jiuzhaigou (sinogrammes simplifiés : 九寨沟 ; sinogrammes traditionnels : 九寨溝 ; hanyu pinyin : jiǔzhàigōu) est située dans le Xian de Jiuzhaigou placé sous la juridiction de la préfecture autonome tibétaine et qiang d'Aba dans la province chinoise du Sichuan. Elle doit son nom (ravin aux neuf villages) aux neuf villages tibétains qui y sont disséminés. Elle est particulièrement renommée pour la beauté de ses chutes d'eau et de ses lacs. Selon la tradition tibétaine, un dieu offrit un miroir à la déesse qu'il aimait. La déesse laissa tomber le miroir, qui se brisa en 118 morceaux, formant autant de lacs. Pour les Chinois, la vallée de Jiuzhaigou constitue un lieu magique, à nul autre pareil.
Dans cette région du plateau tibétain, le calcaire d'un ancien plancher océanique constitue l'élément géologique principal. Sa dissolution donne aux eaux leur nuance émeraude ou turquoise, au gré de la lumière du jour, ou renforce le miroitement d'un ciel azuréen. Des avalanches ont interrompu le cours des rivières pour former les lacs.

## Histoire
Jiuzhaigou (littéralement « Vallée des neuf villages ») prend son nom des neuf villages tibétains situés en son long.
Cette région reculée est habitée par les peuples tibétains et Qiang depuis des siècles. Avant 1975, cette zone inaccessible était peu connue. La région était le lieu d'une exploitation forestière étendue jusqu'en 1979, quand le gouvernement Chinois interdit une telle activité et fit de la zone un parc national en 1982. Le site fut ouvert au tourisme dès 1984, l'aménagement des installations et des règlements étant achevé en 1987.
C'est un parc naturel fermé, à l'américaine, sorte de Yellowstone chinois qui a servi de décor à des films de kung-fu, comme Tigre et Dragon, en 2000.
La vallée a été incluse dans la liste du patrimoine mondial de l'UNESCO en 1992, et est devenue réserve de biosphère en 1997. La réserve protège 720 km2 de ce que les Nations unies considèrent comme « la forêt tempérée possédant la plus grande diversité biologique au monde ».

## Population
Les Tibétains peuplant la vallée se distinguent de ceux des secteurs voisins quant à leurs traditions, leurs costumes et leur langage. On dit qu'ils sont les descendants d'une tribu habitant au pied du Mont Animaqing qui aurait suivi Songtsen Gampo dans sa campagne contre la Chine dans la province de Songzhou aux alentours de l'an 635, et ils se seraient alors installés dans la vallée.
Sept des neuf villages tibétains sont encore habités aujourd'hui. Les principales agglomérations qui sont facilement accessibles aux touristes sont Heye, Shuzheng et Zechawa, le long des sentiers principaux qui accueillent les touristes, où l'on vend divers produits artisanaux, des souvenirs et des collations. Il y a également Rexi, dans la petite vallée de Zaru, et derrière le village de Heye se trouvent les villages de Jianpan, Panya et Yana. Ceux de Guodu et Hejiao ne sont plus habités. Les villages de Panxing, Penbu et Yhongzhu, eux, se trouvent le long de la route qui traverse la ville de Jiuzhaigou/Zhangza à l’extérieur de la vallée.
En 2003, la population permanente de la vallée était de 1 000 habitants répartis en 112 familles. En raison de la nature protégée du parc, l'agriculture n'est plus permise dans la vallée et ses habitants doivent désormais compter sur des subventions gouvernementales et locales du tourisme pour gagner leur vie.

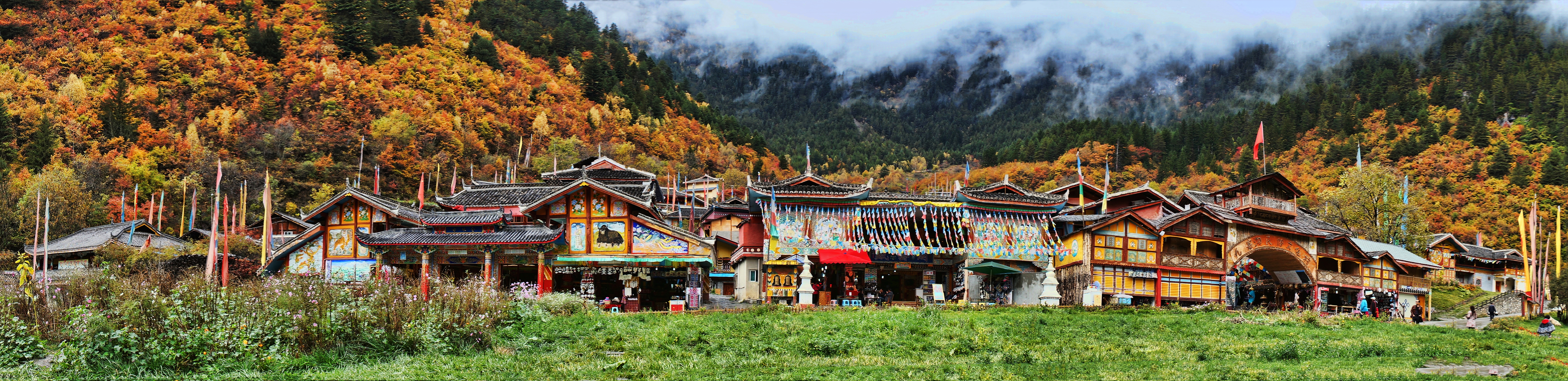
Panorama du village de Shuzheng, le village le plus fréquenté de la vallée. Construit pour les touristes, dans un style inspiré de l'architecture tibétaine locale.

## Écologie

### Géographie et climat
Jiuzhaigou se trouve à l'extrémité sud des Monts Min, à 330 km au nord la capitale provinciale de Chengdu. Il fait partie du Xian de Jiuzhaigou, dans la Préfecture autonome tibétaine et qiang d'Aba du nord-ouest de la province du Sichuan, près de la frontière de Gansu. La vallée couvre 720 km2 en plus d'une zone tampon couvrant 600 km2 supplémentaires. Son élévation, variable suivant les zones, s'étend de 1 998 m à 2 140 m (à l'embouchure de la vallée) jusqu'à 4 764 m (au Mont Ganzigonggai, au sommet du Ravin de Zechawa).
Le climat est subtropical à la mousson et tempéré avec une température annuelle moyenne de 7,8 °C, une température de −3,7 °C en janvier et de 16,8 °C en juillet. Les précipitations annuelles sont de 761 mm mais elles sont d'au moins 1 000 mm dans les forêts nuageuses. 80 % des précipitations tombent entre mai et octobre.

### Flore et faune
L'écosystème de Jiuzhaigou est classé comme un écosystème de forêts de feuillus tempérés et de terres boisées avec un système mixte de montagnes et de hautes-terres. Près de 330 km2 de la zone centrale sont recouverts de forêts mixtes vierges. Ces forêts prennent d'attractives teintes jaunes, orangés et rouges à l'automne, ce qui fait de cette saison l'une des plus populaires pour les visiteurs. Elles abritent un certain nombre d'espèces végétales d'intérêt, comme les variétés endémiques de rhododendrons et de bambous. Jiuzhaigou compte 2 576 espèces de plantes supérieures, 400 de plantes inférieures ainsi que 92 espèces de plantes qui sont soit endémiques, rares ou médicalement utiles.
La vallée abrite environ 140 espèces d'oiseaux dont le Falco naumanni, le Certhia familiaris khamensis ou encore le Lophophorus lhuysii.

## Tourisme
Des millions de visiteurs, dont 90 % sont chinois, découvrent les eaux fraîches et limpides de la vallée. Certains jours, la réserve de Jiuzhaigou est à la limite de sa capacité d'accueil : 280 autobus effectuent la navette pour transporter leurs quelque 10 000 visiteurs quotidiens. Près de 80 hôtels s'agglutinent au débouché de la vallée en « Y », qui forme une langue de 30 km, dans la chaîne des Min. L'ensemble de la vallée a été aménagé en site touristique à accès contrôlé où les véhicules privés, notamment, ne sont pas admis. Les visiteurs peuvent utiliser une navette d'autobus pour aller d'un lieu à l'autre, et emprunter des chemins piétonniers aménagés dans le respect des sites. Ces navettes fonctionnent au gaz naturel afin de limiter leur impact sur l'environnement.
Depuis son ouverture, l'activité touristique du site croît chaque année: 5 000 visiteurs en 1984, 170 000 en 1991, 160 000 en 1995, 200 000 en 1997, dont 3 000 étrangers. En 2002, 1 190 000 visiteurs ont été enregistrés. À partir de 2004, la moyenne est de 7 000 visiteurs par jour, 12 000 lors de la haute saison. Le Bourg de Zhangzha à la sortie de la vallée et proche du comté de Songpan dispose d'un nombre sans cesse croissant d'hôtels, y compris de luxe cinq étoiles. Les développements liés au tourisme de masse dans la région ont suscité des préoccupations quant à leurs impact sur l'environnement autour du parc.

### Accès
Malgré cette fréquentation, Jiuzhaigou, en comparaison avec les autres hauts-lieux touristiques chinois, reste difficile d'accès. La majorité des touristes rejoignent la vallée par un trajet en bus de 10 heures à partir de Chengdu le long du canyon de la rivière Min, sujet, à l'occasion de la saison des pluies d'éboulements mineurs, et de coulées de boue qui peuvent ajouter de nombreuses heures au voyage. La nouvelle autoroute qui avait été construite le long de cette route a été gravement endommagée lors du séisme du 12 mai 2008, mais a maintenant été réparée. D'autres réparations de Mao Xian à Chuan Zhu Si sont toujours en cours mais la route est néanmoins ouverte aux autobus publics et aux véhicules privés. Ce séisme n'a jamais interrompu l'ouverture du parc naturel.
Depuis 2003, il est possible de prendre l'avion de Chengdu ou Chongqing jusqu'à l'aéroport de Jiuzhai Huanglong situé sur une montagne proche du Xian de Songpan, à 3 448 m d'altitude, puis prendre un bus d'une heure à Huanglong, ou un trajet en bus de 90 minutes jusqu'à Jiuzhaigou. Depuis 2006, un vol quotidien vers Xi'an est ouvert en haute saison et d'autres nouveaux vols ont été ouverts en provenance de différentes parties de la Chine. En 2009, ont été ajoutés des vols directs depuis Beijing, Shanghai et Hangzhou.

### Écotourisme
La Vallée de Zharu (扎如沟, Zārú Gōu), au sud-est du principal ravin de Shuzheng, est rarement visitée par les touristes. Elle commence au monastère bouddhiste de Zharu et se termine aux lacs Rouge, Noir, et Daling. Cette vallée est le foyer de l'écotourisme de Jiuzhaigou. Elle a été récemment ouverte à un petit nombre d'écotouristes qui souhaitent faire de la randonnée et du camping hors des sentiers battus.
Les visiteurs peuvent choisir parmi des randonnées d'une journée et des randonnées de plusieurs jours, en fonction de leur temps. Des guides expérimentés accompagnent les écotouristes dans la vallée et partagent leurs connaissances sur la culture unique de la biodiversité du parc national. La Vallée de Zharu possède 40 % de toutes les espèces végétales existant en Chine et elle est le meilleur endroit pour observer la vie sauvage à l'intérieur du parc national.
La randonnée suit le pèlerinage principal de la section locale bouddhiste Benbo autour de la montagne sacrée Zha Zha Yi Ga qui culmine à 4 528 m d'altitude.

## Séisme
Le parc est situé près de l'épicentre du tremblement de terre de magnitude 7.0 survenu le mardi soir 8 aout 2017. La falaise de la cascade Nuorilang s'est partiellement effondrée. Le lac Pétillant n'existe plus. Des photos montrent que certains de ces lacs aux eaux bleues et turquoise sont devenues troubles à cause de la boue,,.
En novembre 2017, la réouverture du parc national de Jiuzhaigou est prévue en 2020. En septembre 2019, le site est limité à 8 000 visiteurs par jour. En décembre 2019, ce nombre est porté à 20 000. En juin 2020, 85 % de la zone a été rénovée,. 

## Galerie

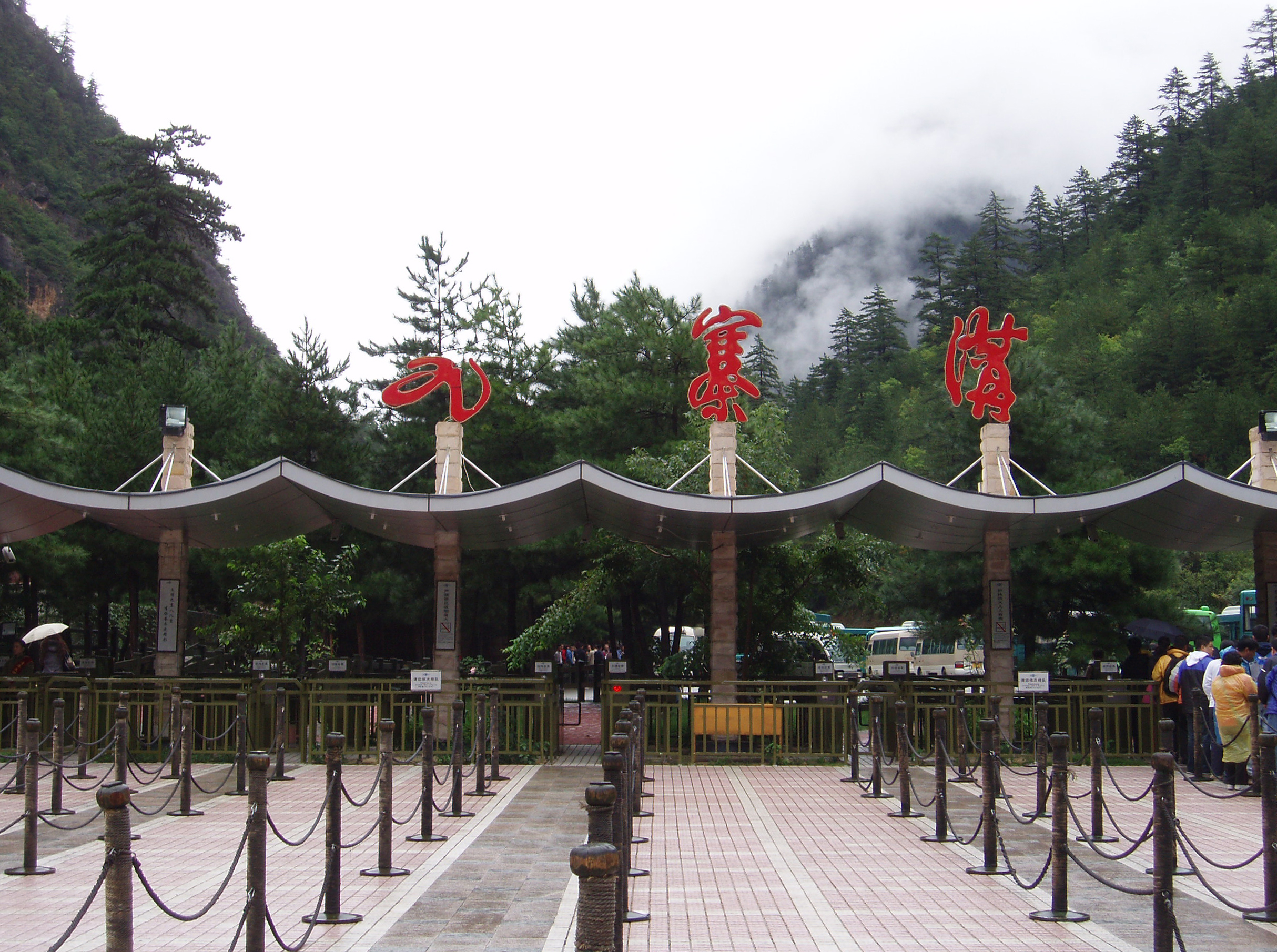
L'entrée.
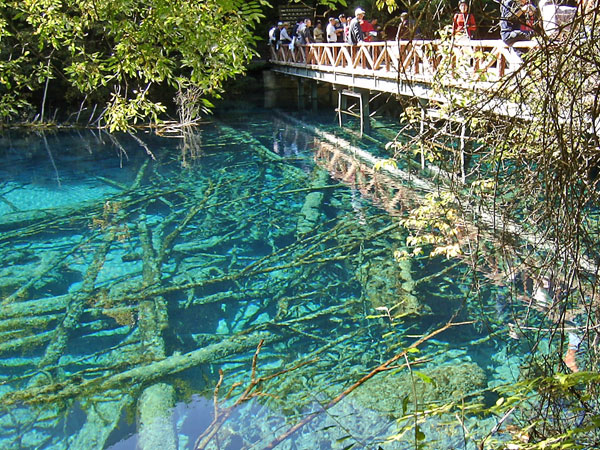
Le Lac des cinq fleurs.
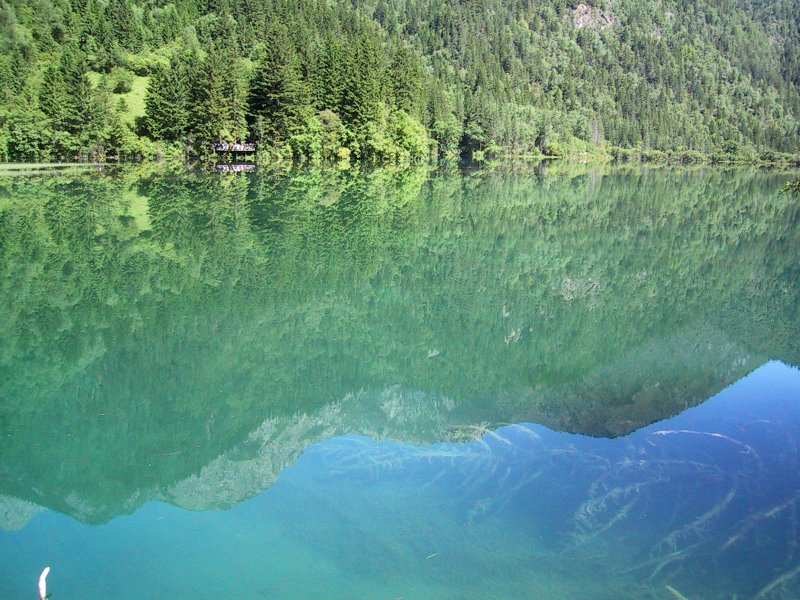
Le Lac miroir.
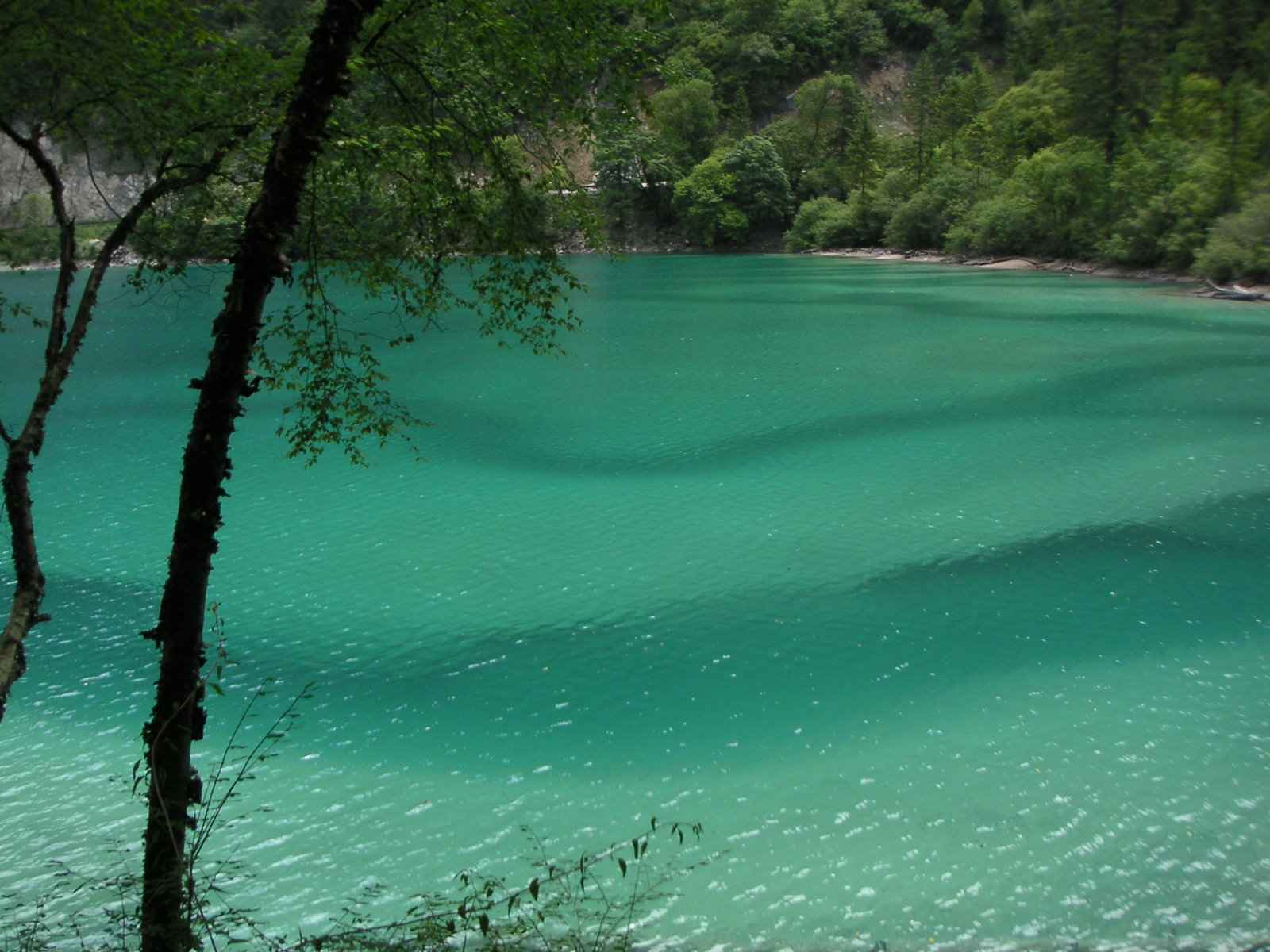
Le Lac Panda.
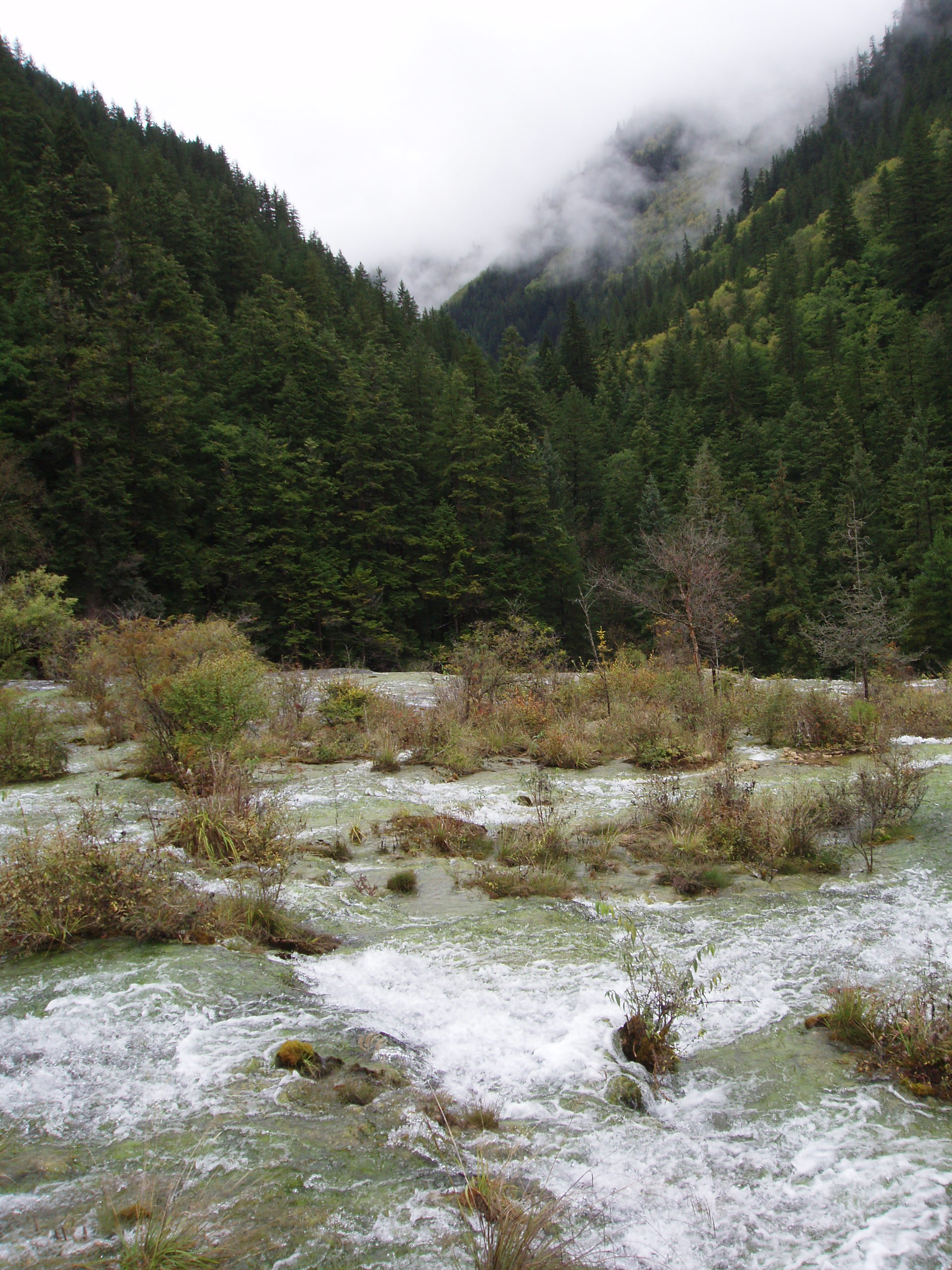
La Cascatelle des perles.
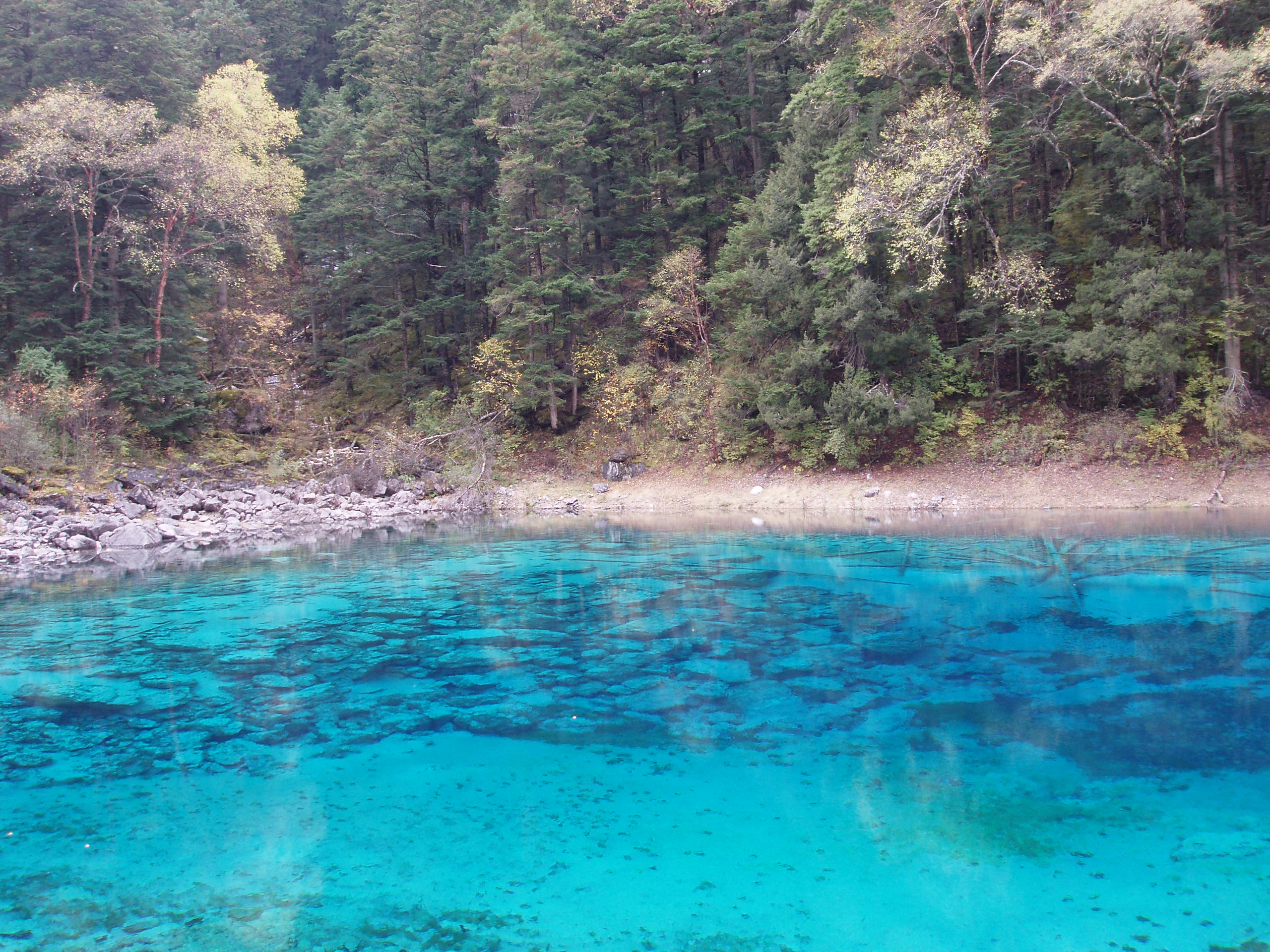
Le Lac Multicolore.